# Браян Руїс
Браян Руїс (ісп. Bryan Ruiz, нар. 18 серпня 1985, Сан-Хосе) — костариканський футболіст, нападник, фланговий півзахисник бразильського «Сантуса» та національної збірної Коста-Рики.
Чемпіон Нідерландів. Дворазовий володар Суперкубка Нідерландів. Володар Кубка Нідерландів. Володар Суперкубка Португалії.

## Клубна кар'єра
Народився 18 серпня 1985 року в місті Сан-Хосе. Вихованець футбольної школи клубу «Алахуеленсе». Дорослу футбольну кар'єру розпочав 2003 року в основній команді того ж клубу, в якій провів три сезони, взявши участь у 83 матчах чемпіонату. 
Своєю грою за цю команду привернув увагу представників тренерського штабу бельгійського «Гента», до складу якого приєднався 2006 року. Відіграв за команду з Гента наступні три сезони своєї ігрової кар'єри. Більшість часу, проведеного у складі «Гента», був основним гравцем команди.
Протягом 2009—2011 років захищав кольори команди нідерландського «Твенте». За цей час виборов титул чемпіона Нідерландів, ставав володарем Суперкубка Нідерландів.
2011 року уклав контракт з клубом «Фулгем», у складі якого здебільшого виходив на поле в основному складі команди. Першу половину 2014 року провів у нідерландському ПСВ на умовах оренди. Повернувшись з оренди до «Фулгема», провів у складі цієї лондонської команди ще один сезон як один з основних гравців лінії нападу.
Влітку 2015 року перебрався до Португалії, уклавши контракт зі столичним «Спортінгом», в якому також став однією з основних опцій тренерського штабу в атаці. Провівши три сезони у лісабонській команді, влітку 2018 року отримав статус вільного агента.
11 липня 2018 року уклав контракт на 2,5 роки з бразильським «Сантусом».

## Виступи за збірну
2005 року дебютував в офіційних матчах у складі національної збірної Коста-Рики.
У складі збірної був учасником розіграшу Золотого кубка КОНКАКАФ 2005 року та розіграшу Золотого кубка КОНКАКАФ 2011 року.
На чемпіонаті світу 2014 року вже був капітаном команди, яка досягла найбільшого успіху в історії костариканського футболу, сягнувши чвертьфіналів світової першості. На мундіалі став автором двох надважливих голів — у другій грі групового етапу забив єдиний м'яч у грі проти Італії, який приніс костариканцям другу перемогу, забезпечивши їм вихід до стадії плей-оф, а згодом відкрив рахунок у грі 1/8 фіналу проти Греції. Греки перед самим завершенням основного часу зустрічі рахунок зрівняли, проте поступилися американській команді у серії пенальті, причому один з одинадцятиметрових реалізував Руїс. А ось у чвертьфінальній грі проти Нідерландів, в якій також переможець визначався за післяматчевими пенальті, саме Руїс був одним з двох костариканців, що свої удари не змогли реалізувати, пропустивши європейську збірну до півфіналів.
На Золотому кубку КОНКАКАФ 2017 року також був капітаном костариканської збірної, яка дійшла до півфіналу, в якому поступилася господарям турніру і його майбутнім переможцям збірній США.
У травні 2018 року був названий капітаном збірної Коста-Рики на другий для нього чемпіонат світу — тогорічну світову першість в Росії.

## Титули і досягнення
- Переможець Ліги чемпіонів КОНКАКАФ (1):

«Алахуеленсе»: 2004
- Чемпіон Коста-Рики (1):

«Алахуеленсе»: 2004–05
- Чемпіон Нідерландів (1):

«Твенте»: 2009–10
- Володар Суперкубка Нідерландів (2):

«Твенте»: 2010, 2011
- Володар Кубка Нідерландів (1):

«Твенте»: 2010–11
- Володар Суперкубка Португалії (1):

«Спортінг» (Лісабон): 2015
- Чемпіон Центральної Америки (1):

Збірна Коста-Рики: 2014
- Володар Кубка португальської ліги:

«Спортінг»:  2017-18